# Horné Mýto
Horné Mýto es un municipio del distrito de Dunajská Streda en la región de Trnava, Eslovaquia, con una población estimada a final del año 2024 de 925 habitantes.
Se encuentra ubicado al sur de la región, cerca de los ríos Danubio y Váh, y de la frontera con Hungría y la región de Bratislava.

## Demografía
| Año        | 1994 | 2004    | 2014    | 2024    |
| ---------- | ---- | ------- | ------- | ------- |
| Población  | 945  | 977     | 959     | 925     |
| Diferencia |      | +3,38 % | −1,84 % | −3,54 % |

| Año        | 2023 | 2024    |
| ---------- | ---- | ------- |
| Población  | 908  | 925     |
| Diferencia |      | +1,87 % |